# Microtus umbrosus
Microtus umbrosus är en däggdjursart som beskrevs av Clinton Hart Merriam 1898. Microtus umbrosus ingår i släktet åkersorkar och familjen hamsterartade gnagare. IUCN kategoriserar arten globalt som starkt hotad. Inga underarter finns listade i Catalogue of Life.
Vuxna exemplar är 115 till 133 mm långa (huvud och bål), har en 49 till 65 mm lång svans och väger ungefär 42 g. Bakfötterna är 22 till 24 mm långa och öronen är 14 till 16 mm stora. Pälsen på ovansidan är mörkbrun till svartaktig och undersidan har en mörk violett färg. Svansen är uppdelad i en mörk ovansida och en ljus undersida. På svansen förekommer endast glest fördelade hår. De ganska stora bakfötterna har en mörkbrun färg.
Denna gnagare förekommer endemisk i en bergstrakt i delstaten Oaxaca i södra Mexiko. Utbredningsområdet ligger 1800 till 3000 meter över havet. Arten lever i ekskogar, i blandskogar, i molnskogar och i regnskogar. Microtus umbrosus skapar underjordiska bon med långa tunnlar. Födan utgörs av gräs och örter.